# Lipscomb County
Lipscomb County är ett administrativt område i delstaten Texas, USA. År 2010 hade county 3 302 invånare. Den administrativa huvudorten (county seat) är Lipscomb.

## Geografi
Enligt United States Census Bureau har countyt en total area på 2 414 km². 2 7414 km² av den arean är land och 0 km² är vatten.

### Angränsande countyn
- Beaver County, Oklahoma - norr
- Ellis County, Oklahoma - öster
- Hemphill County - söder
- Roberts County - sydväst
- Ochiltree County - väster

### Orter
- Darrouzett
- Follett
- Higgins
- Lipscomb (huvudort)